# Lepetodriloidea
Lepetodriloidea zijn een superfamilie van weekdieren uit de klasse van de Gastropoda (slakken).

## Families
- Lepetodrilidae McLean, 1988
- Sutilizonidae McLean, 1989